# Daniel Carson Goodman
Pour les articles homonymes, voir Goodman.
Daniel Carson Goodman est un scénariste, producteur et réalisateur américain né le 24 août 1881 à Chicago, Illinois (États-Unis), décédé le 16 mai 1957 à Wilmington, Delaware (États-Unis).
Il était fiancé à la star Florence LaBadie avec laquelle il se trouvait au moment de l'accident automobile survenu en août 1917, dont l'actrice mourut le 13 octobre 1917.

## Filmographie partielle

### comme scénariste
- 1915 : Beyond All Is Love
- 1916 : The Toilers
- 1920 : Thoughtless Women (+ réalisateur)
- 1922 : Le Foyer en péril (What's Wrong with the Women?) de Roy William Neill
- 1923 : Has the World Gone Mad!
- 1923 : Son premier amour (The Daring Years), de Kenneth S. Webb (+ producteur)
- 1924 : Week End Husbands
- 1928 : L'Éternel Problème (The Battle of the Sexes), de D. W. Griffith